# Иван Панфилов
Иван Васиљевич Панфилов (рус. Иван Васильевич Панфилов; Петровск, 20. децембар 1892 — Москва, 18. новембар 1941) је био совјетски генерал и Херој Совјетског Савеза који је командовао 8. гардијском стрељачком дивизијом (односно 316. стрељачком дивизијом, како се јединица звала пре него што је добила почасно звање "гардијске") током Битке за Москву, у Другом светском рату. Командант 16. армије и његов надређени, Константин Рокосовски приписао му је речи "Русија је велика, али се одступати нема куда - иза нас је Москва!" које ће постати борбени поклич свих бранилаца Москве.

## Биографија

### Детињство и младост
Панфилов је рођен у чиновничкој породици у граду Петровск, у Области Саратов, у Руској Империји. Након смрти мајке 1904. године, са дванаест година морао је да напусти школу и да почне да ради у локалној продавници. Његов отац је умро 1912. године.
Током Првог светског рата 1915. године, Панфилов је регрутован у Руску царску армију и распоређен у 638. Олпински пешадијски пук. Касније је прекомандован на југозападни фронт, где је унапређен у наредника. 1917. године, након Фебруарске револуције, Панфилова су саборци изабрали за представника у пуковском совјету.

### Грађански рат
Након Октобарске револуције и почетка Грађанског рата у Русији, Панфилов се 1918. године пријавио као добровољац у тек формирану Црвену армију, у којој је постављен за команданта вода у 25. стрељачкој дивизији којом је командовао Василиј Чапајев. У марту 1919. године дивизија је послата на Урал како би се супротставила козачкој белогардејској армији под командом Александра Дутова, који је био следбеник адмирала Александра Колчака. У јесен исте године Панфиловљев пук је пребачен у град Царицин и учествовао је у бици код Царицина против белогардејских снага под командом Антона Дењикина. Током кампање Панфилов је оболео од тифуса и мора је да буде евакуисан у позадину.
У априлу 1920. године, након опоравка, добровољно се вратио у активну службу. Додељена му је команда над водом у 100. пешадијском пуку, са којим је учествовао у Пољско-Совјетском рату, током којег је примљен у чланство Руске комунистичке партије (број чланске карте: 0291274) За своје заслуге у борби, Панфилов је 1921. године одликован Орденом црвеног барјака.
Касније, Панфилов је придодат 183. граничном батаљону који је учествовао у борби против локалне гериле у Украјини. У новембру 1921. године уписао је пешадијску школу Сергеја Каменова у Кијеву. Исте године оженио се Маријом Коломјец, са којом је имао петоро деце: четири ћерке - Валентина, Евгенија, Галина и Маја - и једног сина Владлена.
 Након што је дипломирао у септембру 1923. године, распоређен је у 52. Јарославски пешадијски пук и поверена му је команда над четом.

### Централна Азија
У марту 1924. године Панфилов се доборовољно пријавио да учествује у кампањи против покрета Бамаши и отпутовао је у Туркестански војни округ. У априлу је добио команду над 1. Туркестанским пешадијским пуком. У октобру је постављен за управника пуковске школе. У августу 1925. године поново је добио команду на терену и командовао је војном испоставом у Памирским планинама. У априлу 1928. године унапређен је у команданта пука и на овом положају налазио се следеће три године. Његово учешће у гушењу устанка племена Бамаши донело му је 1929. године друго одликовање Црвеног барјака.
У јуну 1931. године Панфилов је постављен за команданта 8. независног стрељачког батаљона. У децембру 1932. године постављен је за команданта 9. планинског пешадијског пука "Црвени барјак". Од 1935. године Панфилов је служио као инструктор на војној академији Владимир Лењин у Ташкенту. У септембру 1937. године постављен је за начелника штаба у Централно Азијским војним округу. У октобру 1938. године именован је за војног комесара Киргизијске ССР, а 26. јануара 1939. године унапређен је у команданта бригаде. 4. јуна 1940. године унапређен је у чин генерал-мајора.
По отпочињању Операције Барбароса, немачког напада на СССР, који је почео 22. јуна 1941 године Панфилов је био задужен за мобилисање резервиста и њихово слање на фронт. 12. јула поверена му је команда над 316. стрељачком дивизијом, новом јединицом која је образована у Алма Ати. Дивизија се састојала углавном од регрута из Казашке и Киргиске совјетске републике.

### Битка за Москву
Дана 27. августа 1941. године 316. стрељачка дивизија стигла је у место Боровичи близу Лењинграда и додељена је 52. армији. 2. септембра пребачена је у резерву и провела је месец дана у позадини.
На дан 7. октобра 1941. године, након што је Вермахт отпочео Операцију Тајфун, дивизија је упућена у рејон Москве, где је стигла 10. октобра. Била је распоређена на левом крилу 16. армије под командом генерала Константина Рокосовског и добила је задатак да брани сектор фронта који је био део Можајске одбрамбене линије, а који се простирао јужно од Волоколамска, у дужини од 41 km.

Дана 15. октобра Немци су отпочели напад на овом сектору фронта. Након две недеље непрекидних борби 316. стрељачка дивизија напустила је Волоколамск. Заједно са остатком 16. армије дивизија се повукла у правцу Москве. Иако је претрпела велике губитке дивизија је успела да значајно успори немачко напредовање у правцу Москве, што је браниоцима града обезбедило време да припреме одбрану. 11. октобра Панфилов је одликован трећи орденом Црвеног барјака за личну храброст испољену у борби. Према историчару Ричарду Оверију, маршал Георгиј Жуков је рекао Панфиолову да ће га стрељати уколико се повуче.
Након повлачења 316. стрељачка дивизија посела је нову одбрамбену линију у близини села Дубосекова, али су немачке снаге у нападу 15-16. новембра успеле да пробију и ову линију одбране; неке совјетске новине су касније известиле да је 16. новембра, 28 војника из 1075. пешадијског пука уништило 18 немачких тенкова и да су при том сви погинули, иако је званична истрага совјетског војног судства спроведена 1948. године утврдила да су ове тврдње биле претеране. Немачки пробој угрозио је бок армије Рокосовског због чега је Ставка наредила да се из резерве на угрожени сектор фронта хитно упути 78. Сибирска стрељачка дивизија. Након три дана борби и 78. дивизија је била принуђена да се повуче, али је даље наступање Вермахта прво успорено, а затим и заустављено захваљујући комбинацији снажног совјетског отпора и лоших временских услова.
Након посете штабу 316. стрељачке дивизије, 16-17. новембра 1941. године, Константин Рокосовски је овако описао Ивана Васиљевича Панфилова:
```
Командант дивизије је руководио трупама сигурно, чврсто, паметно и вешто. "Ако овде у једном тренутку дође до критичне ситуације", помислио сам, "Панфилову треба помоћи само на тај начин да му се пошаљу свеже снаге, а он ће већ бити у стању да их најцелисходније искористи без сугестија одозго." Уверен у то, напустио сам његову осматрачницу.
[
2
]
```

Дана 17. новембра 1941. године Јосиф Стаљин издао је наређење којим се 316. стрељачкој дивизији додељује почасно звање "гардијска" и нова ознака 8. гардијска стрељачка пешадијска дивизија. 18. новембра група извештача која је посетила Панфиловљев командни положај у селу Гуденово обавестила га је о овом Стаљиновом наређењу. Док је на отвореном давао интервју новинарима, Немци су отворили минобацачку ватру на совјетске положаје. Панфилов је смртно рањен гелером који га је погодио у груди и повредио срчане артерије. Истог дана Стаљиново наређење је ступило на снагу.

## Заоставштина

### Епилог
Дана 23. новембра 1941. године, сада већ 8. гардијска стрељачка дивизија је добила предложак "Панфиловљева", у част погинулог команданта, а војници дивизије од тада су називани Панфиловцима. Дивизија је учествовала у совјетској контра-офанзиви током битке за Москву, која је почела у децембру исте године и којом су снаге Вермахта одбачене од Москве. Крај Другог светског рата дивизија је дочекала у Литванији, као део јединица које су држале у обручу немачке снаге у Курландији.

Дана 12. априла 1942 године Панфилов је посмртно одликован оредном хероја Совјетског Савеза. Генерал је сахрањен на гробљу Новодевичи поред два хероја СССР, Лева Доватара и Виктора Талаликина.

### У литератури
Лик генерала Панфилова овековечен је у трилогији аутора Александра Бека, у којој описује борбе у околини Москве из угла казашког официра Баурџана Момишулија, који је служио у 316. дивизији. Књиге "Волоколамски аутопут", "Неколико дана" и "Резерва генерала Панфилова" - биле су веома популарне у СССР-у и иностранству. 
Према истраживачу медија Јувалу Шашалу, књига "Волоколамски аутопут", која је 1946. године објављена на хебрејском језику, стекла је готово култни статус у Палмаху, а касније и у израелској војсци и постала је стандардни тактички приручник Израелских одбрамбених снага. Инспирисан овим делом, будући начелник генералштаба израелске војске Мота Гур, док је још био млади официр, једном приликом је одржао "Панфиловску прозивку" за два војника која су дезертирала из његове чете, јавно их осрамотивши пред њиховим саборцима; касније је написао да је то била стандардна пракса у Израелским одбрамбеним снагама. Ехуд Барак је 2005. године изјавио "као млади официри, васпитавани смо на Момишулију." Књига "Волоколамски аутопут" је такође била веома популарна на Куби. Фидел Кастро рекао је једном приликом Норберту Фуентесу "идеја да употребим љубав према мајци отаџбини како бих убедио народ да ме подржи, јавила се након читања ове књиге". Роман је био веома популаран међу припадницима Кубанских револуционарних оружаних снага. Раул Кастро изјавио је 1961. године у интервјуу да је сваки командант пука "морао да има један примерак". У познатом роману Хесуса Дијаза Las iniciales de la tierra, главни протагониста романа наводи Бекову књигу као дело које је извршило пресудан утицај на његов живот. Роман је такође уврштен у листу обавезног штива за чланове Комунистичке партије Кине и припаднике Народно-ослободилачке војске Кине. 27. јуна 1963. године министар одбране Источне Немачке издао је наредбу бр. 50/63 - сачињену на иницијативу Валтера Улбрихта - која је уврстила роман "Волоколамски аутопут" у програм политичке едукације војника.
 У званичној историји војске Источне Немачке, историчар и генерал-мајор Рајнхард Брул навео је овај роман као дело које је имало значајан утицај на војнике.
Беков роман послужио је као основа за истоимену серију сачињену од пет драма, које је написао Хајнер Милер, у периоду од 1984. до 1987. Први део "Руско отварање", био је базиран на драми "Принц од Хомбура" аутора Хајнриха фон Клајста. У Милеровој реинтерпретацији, Момишули игра улогу великог електора.
Момишули је након рата почео да се бави писањем и битку код Волоколамска је описао у више дела, као што су "Москва је иза нас" и "Наш генерал, Иван Панфилов".

### Листа локација које носе име по Ивану Панфилову
- Панфиловљев врх, 4.300 метара висок врх у киргишким Тјен Шан планинама.[39]
- Панфиловљев дистрикт у Казахстану, провинција Алмати.
- Панфиловљев дистрикт у Киргистану, провинција Чуи.
- Панфиловљев парк у Бишкеку, Киргистан.
- Панфиловљев парк у Алмати, Казахстан.
- Град Жаркент је у периоду од 1942. до 1991. године носио име Панфилов.
- Панфиловљен проспект, огранак Лењинградског ауто-пута у Зеленограду, Москва.
- Панфиловљева улица у Зеленограду, Москва.
- Панфиловљева улица у дистрикту Сокол, Москва.
- Панфиловљева улица у Волоколамску.
- Панфиловљева улица у Набакину, Красногорск, Московска област.
- Панфиловљева улица у Красновградском дистрикту, Санкт Петербург.
- Панфиловљева улица у Перму.
- Панфиловљева улица у Саранску.
- Панфиловљева улица у Таганрогу.
- Панфиловљева улица у Алмати.
- Панфиловљева улица у Астани.
- Панфиловљева улица у Бишкеку.
- Панфиловљева улица у Луцку.
- Панфиловљева улица у Дњепропетровску.
- Панфиловљева улица у Липецку.
- Панфиловљева улица у Барнаулу.
- Панфиловљева улица у Саратову.[40]